# Бокинский сельсовет
Бокинский сельсовет — упразднённое административно-территориальное образование и бывшее сельское поселение в составе Тамбовского района Тамбовской области России.
Административный центр — село Бокино.

## История
Как сельское поселение образовано Законом от 17 сентября 2004 года. Сельсовет как административно-территориальное и муниципальное образования упразднён Законом от 23 декабря 2022 года с присоединением его территории к 1 января 2023 года в состав городского округа города Тамбова.

## Население
| 2010  | 2012  | 2013  | 2014  | 2015  | 2016  | 2017  |
| ----- | ----- | ----- | ----- | ----- | ----- | ----- |
| 5174  | ↗5329 | ↗5392 | ↗5521 | ↗5775 | ↗5817 | ↗5910 |
| 2018  | 2019  | 2020  | 2021  |       |       |       |
| ↗6336 | ↗6704 | ↗6919 | ↗7516 |       |       |       |

## Населённые пункты
В состав сельсовета входили три населённых пункта:
| № | Населённый пункт | Тип населённого пункта | Население |
| - | ---------------- | ---------------------- | --------- |
| 1 | Бокино           | село                   | ↗6790     |
| 2 | Лужки            | деревня                | ↘264      |
| 3 | Тригуляй         | посёлок                | ↘437      |